# VU-meter
Et Volume Unit (VU)-meter eller Standard Volume Indicator (SVI) er et elektromekanisk måleinstrument til at vise en repræsentation af det gennemsnitlige signalniveau i lydudstyr. Instrumentet blev standardiseret af ASA i 1942 (C16-5 – 1942) til brug for lydniveaumåling i telefoninstallationer og hos radiostationer. En del lydudstyr, især til lydoptagelse, anvender også VU-metre til at vise lydniveauet.
VU-metret har indbygget en lille forsinkelse i målingerne, så kraftige signaludsving udglattes og dermed bedre afspejler det opfattede lydniveau. Måleenheden er logaritmisk og der måles mellem -20db og +3 db.

## Impedans
VU-metrets kredsløb og dets dæmpningsled skal indeholde en impedans på 7500 Ohm, målt med et sinusformet signal, der sætter indikatoren til 0dB.

## Historie
VU-metret blev udviklet i 1939 i samarbejde mellem Bell Labs og radiostationerne CBS og NBC, til at standardisere målingen af lydniveauer i telefonanlæg og radiotransmissioner.